# Чемпионат России по футзалу 2014/2015
В предварительных играх XXIII Чемпионата России по футзалу (AMF) 2014/2015 годов приняло участие 24 коллектива. Столичные клубы «Динамо» и «Спартак» в этом сезоне перешли в Чемпионат России по футзалу под эгидой МФФР.
XXIII Чемпионата России по футзалу (AMF) 2014/2015. Предварительный этап:
На предварительном этапе 24 команды играли в региональных зонах, согласно географическому положению. Были проведены игры в зонах «Столица», «Московская область», «Поволжье», «Северо-Запад», «Золотое кольцо», «Урал» и «Сибирь». Победители региональных групп получали право сыграть в финальном этапе.
Матчи предварительного этапа прошли в период с 25.11.2014 по 15.02.2015 в двенадцати городах.
Зона «Столица». Итоговое положение команд.
1. «Торпедо-МАМИ» (г. Москва)
2. «ГИДРО-ЭР» (г. Москва)
3. «КОМЕТА-Юнайтед» (г. Москва)
4. «ЮНОСТЬ» (г. Москва)
«Поволжье». Итоговое положение команд:
1. «ВОЛГА» (г. Саратов), чемпион России 2013/2014
2. «АВАНГАРД» (Саратовская обл.)
3. «СДЮШОР-14» (г. Саратов)
4. «ГРАНТ» (г. Саратов)
«Урал»
1. «БАЭС» (г. Заречный)
2. ФК «АРТЁМОВСКИЙ» (г. Артёмовский)
3. «АТЛАНТ» (г. Екатеринбург
4. «АЯВРИК» (г. Реж)
5. «АТЛАНТИК» (г. Красноуфимск)
«Северо-Запад». Итоговое положение команд.
1. «ЛАДОГА» (Сосново, Ленинградская обл.)
2. «ЗЕВС» (г. Санкт-Петербург)
3. «ЕДИНАЯ РОССИЯ» (Гатчина, Ленинградская область)
4. «УНИВЕРСИТЕТ» (Петрозаводск)
5. «АНФИЛД» (г. Санкт-Петербург)
6. «Новгор-СПТ» (Новгород)
XXIII Чемпионат России по футзалу (AMF) 2014/2015. Финальный этап.
Игры финального этапа состоялись в период с 27.02.2015 по 30.03.2015
В финальной «пульке» приняли участие шесть футзальных клубов, представляющих пять регионов страны:
«Волга» (Саратов) — победитель зоны «Поволжье», «Торпедо-МАМИ» (Москва) — победитель зоны «Столица», «Подводник» (Ярославль) — победитель зоны «Золотое кольцо», «Ладога» (поселок Сосново, Ленинградская область) победитель зоны «Северо-Запад», ФЗК «Егорьевск» (Егорьевск, Московская область) — организатор финального этапа, «Юниор» (Москва) — выступает вместо победителя зоны «Урал», отказавшегося от участия в финальном этапе по финансовым причинам.
В финальном этапе победители своих зон встречались в очных матчах между собой в один круг.
Основная часть турнира проходила в дворце спорта «„Егорьевск“, несколько матчей состоялись на площадке спорткомплекса „МАМИ“.
Финальный этап. Результаты игр.
27 февраля 2015. ДС Егорьевск.
ФЗК „Егорьевск“ (Егорьевск, Московская область) — „Торпедо-МАМИ“ (Москва) 3:5
„ВОЛГА“ Саратов — „Ладога“ (пос. Сосново, Ленинградская область) 6-1
28 февраля Дворец спорта „Егорьевск“.
„Ладога“ (п. Сосново, Ленинградская область) — „Торпедо-МАМИ“ (Москва) 6-9
ФЗК „Егорьевск“ (Егорьевск, Московская область) — „ВОЛГА“ Саратов 1-10
13 марта Спорткомплекс МАМИ
Подводник» (Ярославль) — «Юниор» (Москва) 16-2
14 марта. Спорткомплекс МАМИ
«Юниор» (Москва) — «Торпедо-МАМИ» (Москва) 1-7
21 марта Спорткомплекс МАМИ
«Егорьевск» (Егорьевск) — «Юниор» (Москва) 12-2
«Торпедо-МАМИ» (Москва) — «Подводник» (Ярославль) 3-6
28 марта. ДС «Егорьевск»
«Подводник» (Ярославль) — «Егорьевск» (Егорьевск) 9:2
29 марта ДС «Егорьевск»
«Подводник» (Ярославль) — «Ладога» (п. Сосново, Ленинградская область) 1:2
«Юниор» (Москва) — «Волга» (Саратов) 0:5 (-:+)
Неявка команды «Юниор», клубу засчитано техническое поражение со счетом 0:5
30 марта. ДС «Егорьевск»
«Юниор» (Москва) — «Ладога» (п. Сосново, Ленинградская область) 0:5 (-:+)
Неявка команды «Юниор», клубу засчитано техническое поражение со счетом 0:5
«Подводник» (Ярославль) — «Волга» (Саратов) 3:7
«Волга» (Саратов) победив во всех пяти матчах финального турнира своих соперников с разгромным счетом, становится во второй раз подряд чемпионом России по футзалу.
За второе и третье места чемпионата России по футзалу(футболу в залах) развернулась нешуточная борьба.
Сразу три команды набрали по 9 очков в итоговой таблице — «Подводник», «Торпедо-МАМИ» и «Ладога».
В итоге судьба серебряных и бронзовых медалей решалась благодаря дополнительным показателям — разнице забитых и пропущенных мячей, которые лучше всего были у ярославского «Подводника».
В споре за бронзовые медали, «Торпедо-МАМИ» обошел в турнирной таблице дебютанта Суперлиги клуб «Ладога»(поселок Сосново), благодаря перевесу в два забитых мяча
Финальный этап. Итоговое положение команд.
|   | Команда                     | В | Н | П | Мячи  | О  |
| 1 | Волга (Саратов)             | 5 | 0 | 0 | 34-6  | 15 |
| 2 | Подводник (Ярославль)       | 3 | 0 | 2 | 34-15 | 9  |
| 3 | Торпедо-МАМИ (Москва)       | 3 | 0 | 3 | 25-22 | 9  |
| 4 | Ладога (Сосново, Лен. обл.) | 3 | 0 | 3 | 20-19 | 9  |
| 5 | ФЗК Егорьевск (Мос. обл.)   | 1 | 0 | 4 | 21-31 | 3  |
| 6 | Юниор (Москва)              | 0 | 0 | 5 | 4-45  | 0  |

Лучшие игроки по итогам турнира:
вратарь — Белогрудов Владислав («ЛАДОГА» п. Сосново Лен. обл.);
защитник — Слепцов Виктор («Торпедо-МАМИ» г. Москва);
нападающий — Люльков Алексей («ЕГОРЬЕВСК» г. Егорьевск);
игрок — Заплетин Михаил («ВОЛГА» г. Саратов);
бомбардир — Слесарев Максим («Подводник» г. Ярославль) — 12 мячей.
В сборную России вошли восемь представителей «Волги» и по одному игроку из «Торпедо-МАМИ», «Ладоги» и «Егорьевска».
По итогу игр сезона была сформирована сборная России для участия в чемпионате мира по футзалу 2015.
Состав сборной России на чемпионат мира по футзалу 2015 года.
Руководитель делегации — Одинцов Александр Анатольевич.
Главный тренер — Смаль Анатолий Григорьевич.
Вратари:
Воздвиженский Антон («Волга» Саратов)
Понасенко Пётр («Волга» Саратов)
Полевые игроки:
Сенаторов Роман («Волга» Саратов)
Варданян Борис («Волга» Саратов)
Рахманов Афган («Волга» Саратов)
Марков Константин («Волга» Саратов)
Заплетин Михаил («Волга» Саратов)
Григорьев Александр («Волга» Саратов)
Харин Сергей («Торпедо-МАМИ» Москва)
Андрианов Анатолий («Егорьевск» Егорьевск)
Георгиевский Андрей («Ладога» Сосново Лен.обл.)